# Година на петимата императори
Годината на петимата императори се отнася за 193, в която има петима претенденти за титлата римски император.
Годината 193 започва с убийството на Комод през Новогодишната нощ, 31 декември 192 и провъзгласяването на градския префект Пертинакс за император на Нова Година, 1 януари 193. Пертинакс е убит от преторианската гвардия на 28 март 193. По-късно същия ден Дидий Юлиан побеждава в търга за титлата император Тит Флавий Сулпициан (тъстът на Пертинакс и също новият градски префект). Флавий Сулпициан предлага да плати на всеки войник 20 000 сестерции, за да спечели лоялността им (осем пъти колкото годишната им заплата; същата сума е предложена от Марк Аврелий, за да подсигури благосклонността им през 161). Дидий Юлиан обаче предлага 25 000 за всеки войник, за да спечели търга и е провъзгласен за император от римския сенат на 28 март.
Трима други видни римляни обаче оспорват трона: Песцений Нигер в Сирия, Клодий Албин в Британия и Септимий Север в Панония. Септимий Север тръгва на поход към Рим, за да измести Дидий Юлиан и го обезглавява на 1 юни 193, след което разпуска преторианската гвардия и екзекутира войниците, убили Пертинакс. Консолидирайки властта си, Септимий Север води битки срещу Песцений Нигер при Кизик и Никея през 193 и впоследствие решително го побеждава при Ис през 194. Клодий Албин първоначално подкрепя Септимий Север, вярвайки, че ще го наследи. Когато осъзнава, че Север има други намерения, Албин се провъзгласява за император през 195, но е победен от Септимий Север в битката при Лугдунум на 19 февруари 197.